# Mike Gayle
Mike Gayle (Birmingham, 1970) is een Brits schrijver en journalist. Voordat zijn eerste boek werd gepubliceerd, schreef hij artikelen voor verschillende tijdschriften. In 1998 verscheen zijn debuut: My Legendary Girlfriend. Het centrale thema in het werk van Gayle is het leven en de relaties van eind-twintigers en dertigers.